# Angelo Bardi
Angelo Bardi (* 23. April 1935 in Italien) ist ein französischer Schauspieler.

## Leben
Er begann 1958 als Schauspieler am Palais de Chaillot und am Théâtre National Populaire unter der Regie von Jean Vilar. Sein Filmdebüt gab er 1964 in einer Hauptrolle der Komödie "Rien ne va plus". In Benjamin – Aus dem Tagebuch einer männlichen Jungfrau von Michel Deville war er der 1968 der Basile. Mit seiner rundlichen und gedrungenen Statur spielte er meist fröhliche Bürger oder Diener, so den Chef der Eunuchen in Shéhérazade. Er spielte in Fernsehserien neben Robert Etcheverry in Die verwegenen Abenteuer des Chevalier Wirbelwind (1968), neben André Lawrence in Thibaud, der weiße Ritter (1969) und neben Karin Petersen und Nicolas Silberg in Die Dame von Monsoreau (1971). Populär wurde Angelo Bardi vor allem durch das Fernsehen: So spielte er 1973 den gehörnten Ehemann von Claude Jade in der Machiavelli-Verfilmung La Mandragore. Besonders populär war sein Planchet an der Seite von Nicolas Silberg in Der verliebte D’Artagnan.

## Filmografie (Auswahl)
- 1965: Caroline und die Männer über vierzig (Moi et les hommes de 40 ans)